# Dialytellus dialytoides
Dialytellus dialytoides är en skalbaggsart som beskrevs av Henry Clinton Fall och Cockerell 1907. Dialytellus dialytoides ingår i släktet Dialytellus och familjen Aphodiidae. Inga underarter finns listade i Catalogue of Life.